# Af Flodin
af Flodin var en svensk adelsätt, adlad 1799, nr 2162, som utslocknade år 1903.
Johan Gustaf Flodin (1741–1808) var teologie doktor och biskop i Västerås (ett porträtt av biskopen, målat av Carl Fredric von Breda finns i biskopsgården i Västerås). Biskopens son major Gustaf Adolf af Flodin (1782–1827) jämte syskon adlades för faderns förtjänster. Avsikten med detta förfarande var att hedra fadern, men ändock tillåta denne att stå kvar som en av de ledande inom prästeståndet i ståndsriksdagen. Gustaf Adolf af Flodin gifte sig 1814 med Hedvig Elisabet Tersmeden (1790–1868) på ätten Tersmedens bruksherrgård Hinsebergs herrgård (nordost om Örebro).
Ätten af Flodin finns ej kvar, men talrika ättlingar på kvinnolinjen finns inom släkterna Fornell och Nordblad. Ätten af Flodin var även ingift i den ännu levande ätten Schröderheim, som också den uppstått genom att barnen till en biskop adlades för faderns förtjänster.